# Uniwersytet w Lund
Uniwersytet w Lund (szw. Lunds universitet) – publiczna szkoła wyższa znajdująca się w szwedzkim mieście Lund. Jest jedną z największych placówek edukacyjnych i badawczych w Szwecji i całej Skandynawii. Często uznawany za jeden ze stu najlepszych uniwersytetów na świecie. Uniwersytet w Lund został założony w 1666 roku jako najstarszy po Uniwersytecie w Uppsali szwedzki uniwersytet, jednak studium generale powstało w Lund już w 1438 roku. Uniwersytet założono po wyparciu Duńczyków ze Szwecji jako demonstrację odzyskania przez Szwedów kontroli nad ziemiami szwedzkimi. Początkowo Uniwersytet przeżywał trudności ze względu na polityczne animozje pomiędzy studentami oraz niepewną sytuację finansową. W XVII wieku zaczął rozkwitać, głównie dzięki przejęciu jego finansowania przez państwo szwedzkie. Pod koniec XX wieku przybrał obecną formę. Uniwersytet składa się z ośmiu wydziałów, ma również dodatkowy kampus w pobliskim Helsingborgu. W 2009 na Uniwersytecie w Lund kształciło się ponad 24 tys. studentów.